# Церковь Святого Архангела Михаила (Щучин)
Церковь Святого Архангела Михаила (бел. Царква Святога Міхаіла Арханёла) — православный храм в городе Щучине Гродненской области Белоруссии, памятник архитектуры второй половины XIX века. Расположен по адресу: ул. Красноармейская, 3 (напротив костёла Святой Терезы). Церковь относится к Щучинскому благочинию Гродненской и Волковысской епархии Белорусской православной церкви. Входит в Государственный список историко-культурных ценностей Республики Беларусь.

## История
Церковь Архангела Михаила из бутового камня и кирпича построена в 1864—1865 годах и освящена 22 октября 1865 года, о чём свидетельствует мемориальная доска, которая сохранилась до настоящего времени.
На постройку каменной церкви, рассчитанной на 200 человек, было потрачено 4651 руб. 64 коп. казённых денег. Работой по возведению храма руководил церковно-строительный комитет в составе представителей царской администрации. В состав Щучинского православного прихода входили местечки Щучин, Рожанка и 23 деревни. По сохранившимся сведениям, приход насчитывал около 500 душ в 1887 году и 1261 душу в 1911 году.
В период нахождения Щучина в составе межвоенной Польской Республики церковь Святого Михаила Архангела утратила свою собственность — земли (133 десятины) и постройки. В 1933 году Свято-Михайловский православный приход насчитывал 752 человека.
В советское время храм не закрывался. Настоятелями церкви в этот период являлись протоиереи Пётр Огицкий, Константин Метелица, иерей Пётр Калиновский.

## Архитектура
Памятник архитектуры ретроспективно-русского стиля. Состоит из основного кубовидного объёма, пятигранной апсиды, короткой трапезной и притвора-колокольни. Основной объём и восьмерик колокольни накрыты шатровыми крышами с луковичными куполами. В декоре фасадов использованы оштукатуренные кокошники, рустированные угловые лопатки, килевидные наличники арочных оконных проёмов, аркатурные фризы, рельефные кресты.

## Интерьер
В интерьере апсида выделена деревянным иконостасом. Почитается икона Божией Матери «Скоропослушница», которая находится в храме со времени его освящения.

## Галерея

### Исторические снимки

Старые снимки
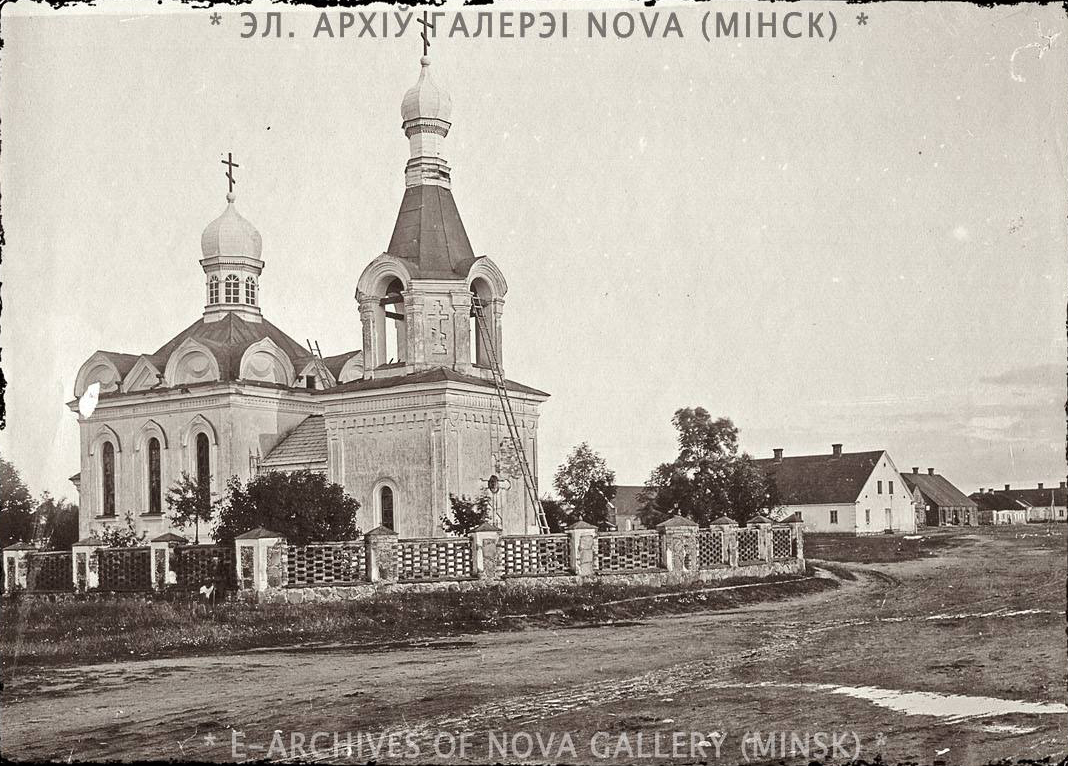
около 1900 г.
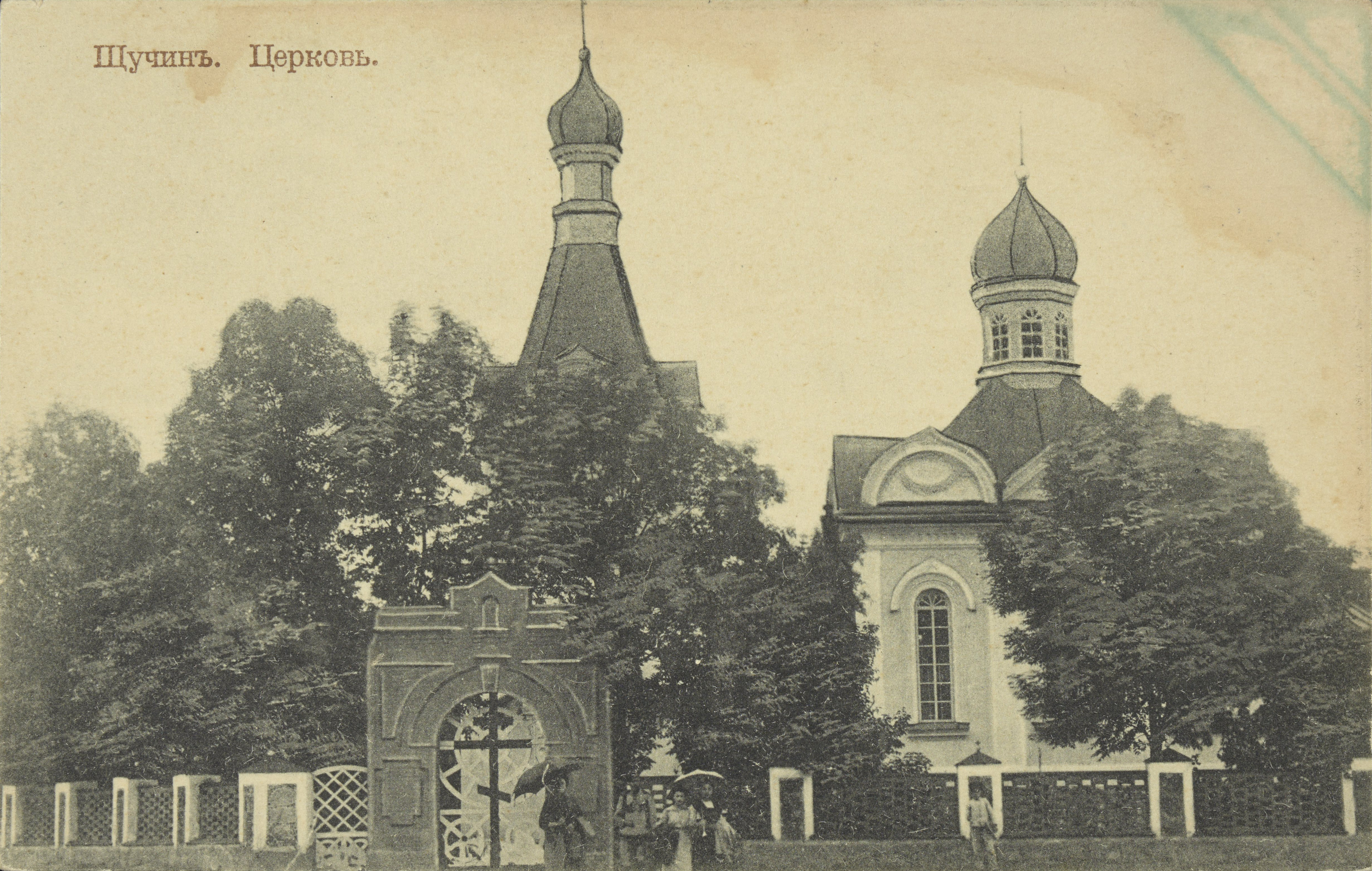
1907—14 гг.
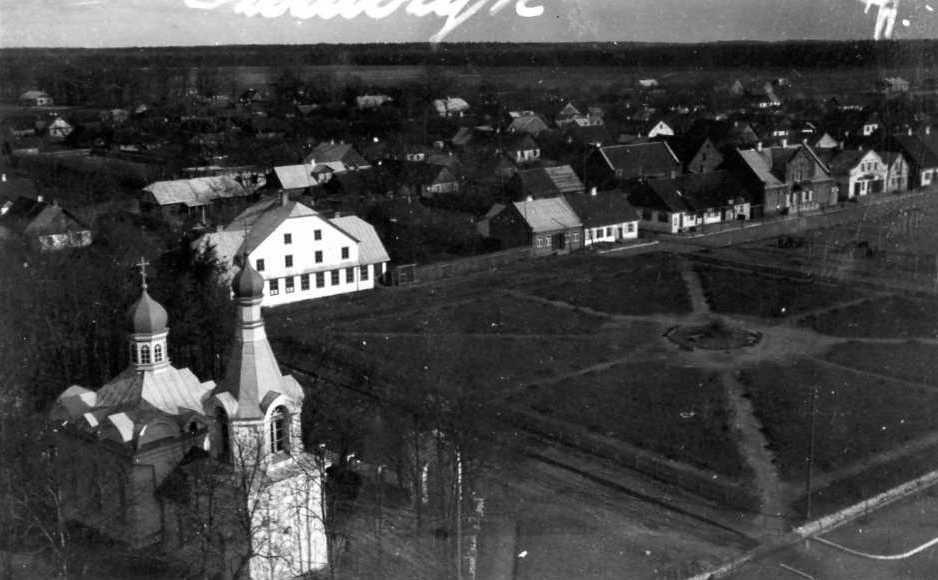
1920-е гг.
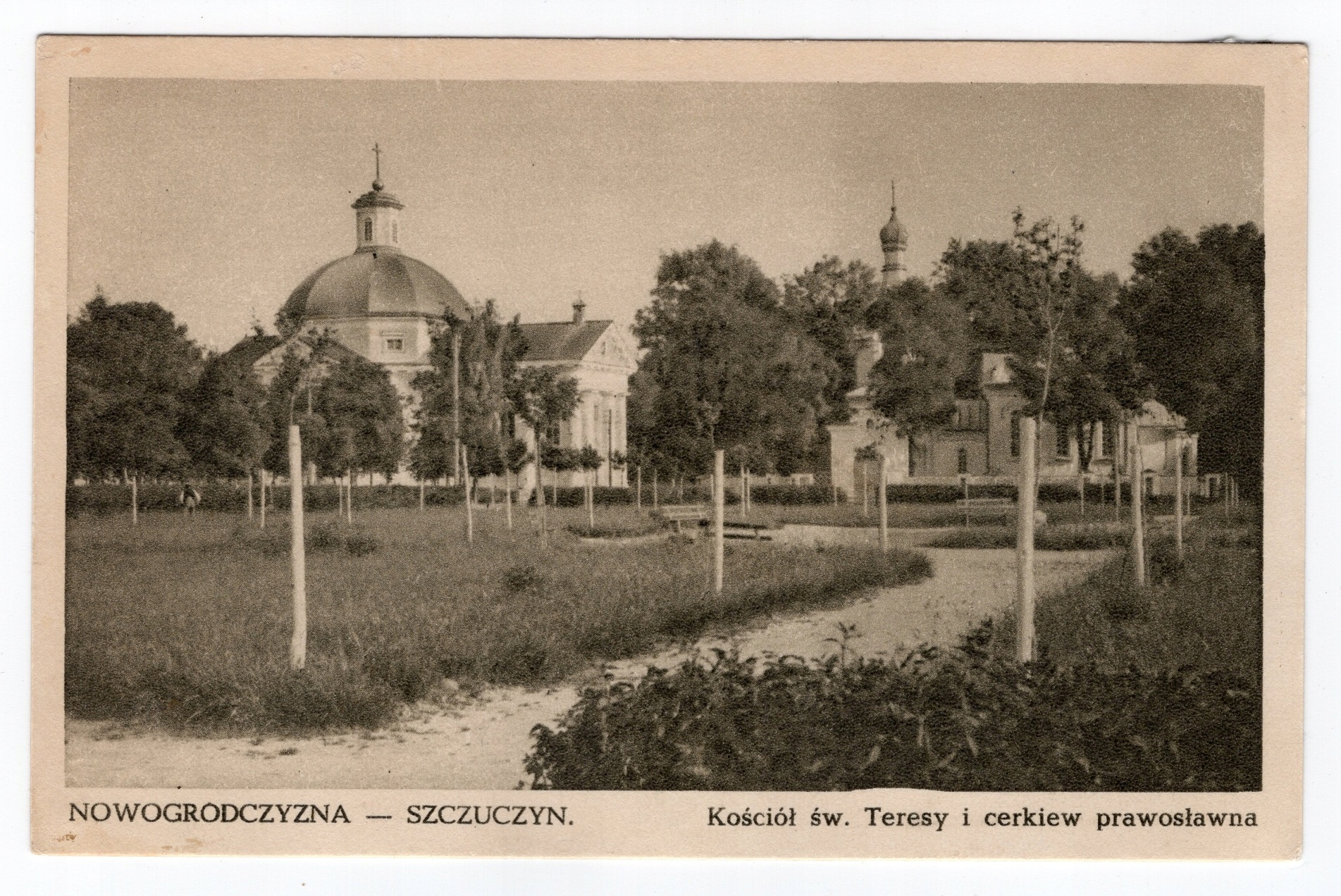
1930-е гг.

### Современные снимки

Современное состояние
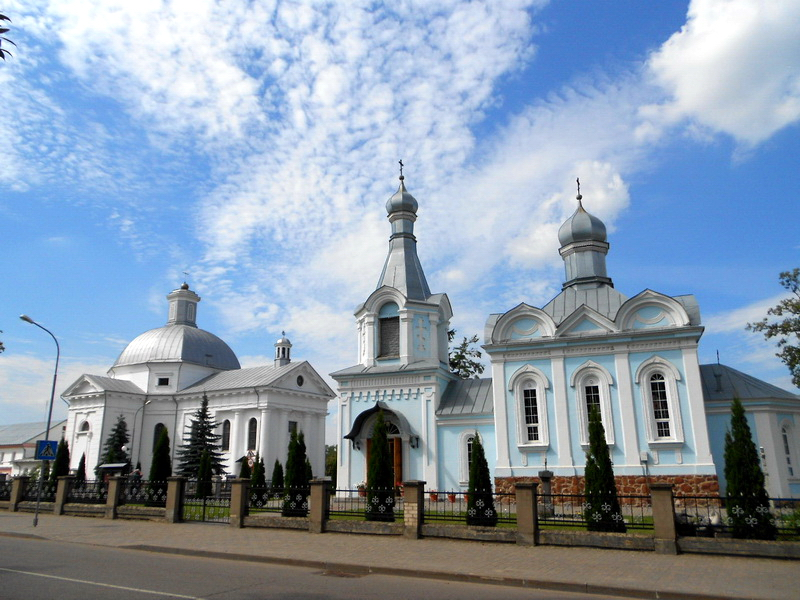
Общий вид
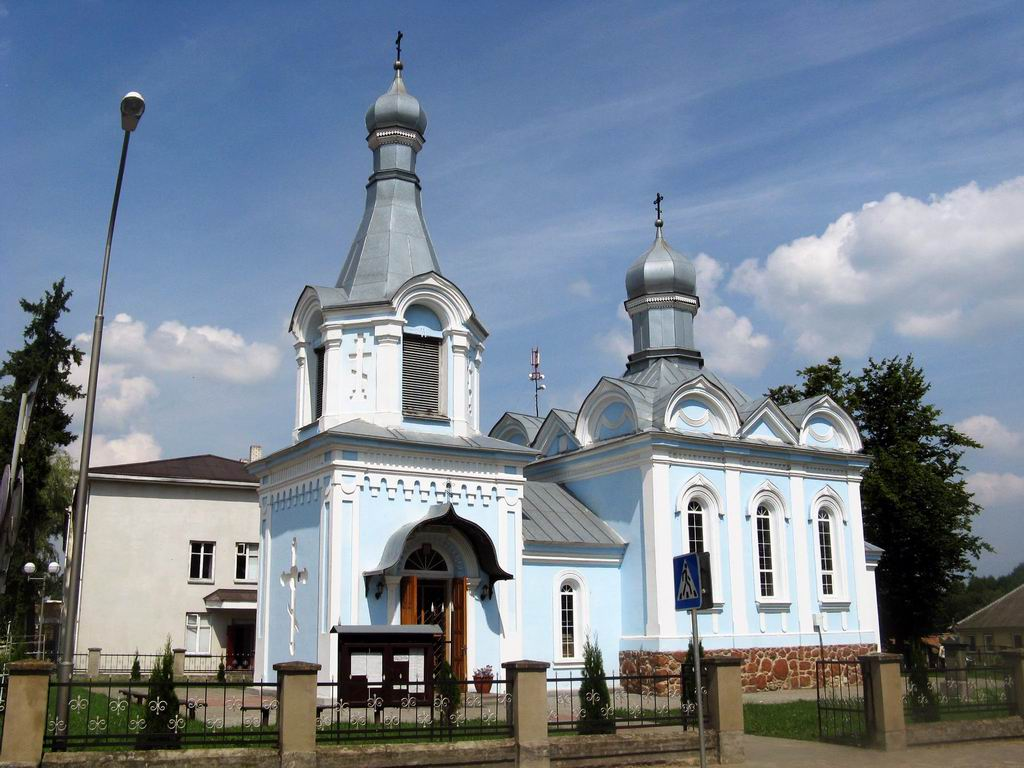
Боковой фасад
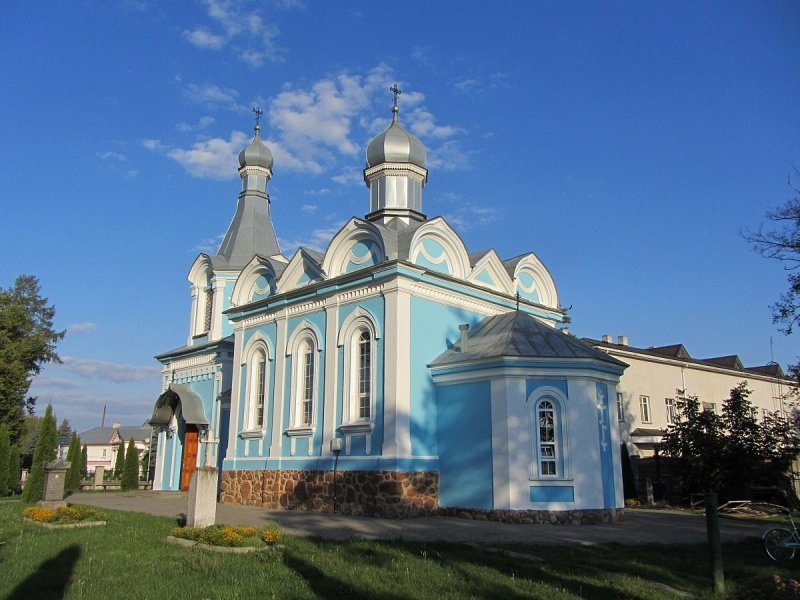
Со стороны апсиды